# 香川昌美
香川 昌美（かがわ まさみ）は、日本の建築家。

## 略歴
1970年、日本大学理工学部建築学科を卒業後、現代建築研究所を経て1975年に香川建築設計事務所を設立。1983年から1988年には日本大学理工学部で非常勤講師を務めた。代表作に社団法人日本科学技術連盟東高円寺ビル、ガーデンホーム大森、護国寺の家（2世帯住宅）などがある。 
| スタブアイコン | サブスタブ | この項目は、まだ閲覧者の調べものの参照としては役立たない、人物に関連した書きかけの項目です。この項目を加筆・訂正などしてくださる協力者を求めています（P:人物伝/PJ:人物伝）。 |